# Arisema
Arisema (lat. Arisaema), veliki rod kozlačevki smješten u tribus Arisaemateae, dio je potporodice Aroideae. Postoji 208 prizatih vrsta raširenih po jugu Azije sve od Habarovskog kraja do Arapskog poluotoka, velikim dijelovima Sjeverne Amerike i dijelovima Afrike.

## Staništa
Umjerena, suptropska i planinska tropska šuma, rjeđe savana, nizinska tropska šuma (Sarawak), podpustinjski ili planinski travnjak (do 4500 m. nadmorske visine); geofiti, šumsko tlo, kamenite padine, rijetko na vlažnim mjestima, vrlo rijetko epifiti.

## Vrste
1. Arisaema abei Seriz.
2. Arisaema aequinoctiale Nakai & F.Maek.
3. Arisaema agasthyanum Sivad. & C.S.Kumar
4. Arisaema album N.E.Br.
5. Arisaema amurense Maxim.
6. Arisaema anatinum Brugg.
7. Arisaema angustatum Franch. & Sav.
8. Arisaema anomalum Hemsl.
9. Arisaema aprile J.Murata
10. Arisaema aridum H.Li
11. Arisaema arunachalensis Nangkar, A.P.Das & Tag
12. Arisaema asperatum N.E.Br.
13. Arisaema auriculatum Buchet
14. Arisaema austroyunnanense H.Li
15. Arisaema averyanovii V.D.Nguyen & P.C.Boyce
16. Arisaema balansae Engl.
17. Arisaema bannaense H.Li
18. Arisaema barbatum Buchet
19. Arisaema barnesii C.E.C.Fisch.
20. Arisaema bathycoleum Hand.-Mazz.
21. Arisaema bockii Engl.
22. Arisaema bogneri P.C.Boyce & H.Li
23. Arisaema bonatianum Engl.
24. Arisaema bottae Schott
25. Arisaema brinchangense Y.W.Low, Scherber. & Gusman
26. Arisaema brucei H.Li, R.Li & J.Murata
27. Arisaema burmaense P.C.Boyce & H.Li
28. Arisaema calcareum H.Li
29. Arisaema candidissimum W.W.Sm.
30. Arisaema caudatum Engl.
31. Arisaema chauvanminhii Luu, Q.D.Nguyen & N.L.Vu
32. Arisaema chenii Z.X.Ma & Yi Jun Huang
33. Arisaema chumponense Gagnep.
34. Arisaema ciliatum H.Li
35. Arisaema clavatum Buchet
36. Arisaema claviforme Brugg., J.Ponert, Rybková & Vuong
37. Arisaema concinnum Schott
38. Arisaema condaoense V.D.Nguyen
39. Arisaema consanguineum Schott
40. Arisaema constrictum E.Barnes
41. Arisaema cordatum N.E.Br.
42. Arisaema costatum (Wall.) Mart.
43. Arisaema cucullatum M.Hotta
44. Arisaema dahaiense H.Li
45. Arisaema decipiens Schott
46. Arisaema dracontium (L.) Schott
47. Arisaema echinatum (Wall.) Schott
48. Arisaema echinoides H.Li
49. Arisaema ehimense J.Murata & J.Ohno
50. Arisaema elephas Buchet
51. Arisaema enneaphyllum Hochst. ex A.Rich.
52. Arisaema erubescens (Wall.) Schott
53. Arisaema exappendiculatum H.Hara
54. Arisaema fargesii Buchet
55. Arisaema filiforme (Reinw.) Blume
56. Arisaema fimbriatum Mast.
57. Arisaema fischeri Manudev & Nampy
58. Arisaema flavum (Forssk.) Schott
59. Arisaema formosanum (Hayata) Hayata
60. Arisaema franchetianum Engl.
61. Arisaema galeatum N.E.Br.
62. Arisaema garrettii Gagnep.
63. Arisaema ghaticum (Sardesai, S.P.Gaikwad & S.R.Yadav) Punekar & Kumaran
64. Arisaema graptospadix Hayata
65. Arisaema griffithii Schott
66. Arisaema guangxiense G.W.Hu & H.Li
67. Arisaema guanwuense S.S.Ying
68. Arisaema hainanense C.Y.Wu
69. Arisaema handelii Stapf ex Hand.-Mazz.
70. Arisaema heterocephalum Koidz.
71. Arisaema heterophyllum Blume
72. Arisaema honbaense Luu, Tich, G.Tran & V.D.Nguyen
73. Arisaema hunanense Hand.-Mazz.
74. Arisaema ilanense J.C.Wang
75. Arisaema inaense (Seriz.) Seriz. ex K.Sasam. & J.Murata
76. Arisaema inclusum (N.E.Br.) N.E.Br.
77. Arisaema intermedium Blume
78. Arisaema ishizuchiense Murata
79. Arisaema iyoanum Makino
80. Arisaema jacquemontii Blume
81. Arisaema japonicum Blume
82. Arisaema jethompsonii Thiyag. & P.Daniel
83. Arisaema jingdongense H.Peng & H.Li
84. Arisaema kawashimae Seriz.
85. Arisaema kayahense J.Murata
86. Arisaema kerrii Craib
87. Arisaema kishidae Makino ex Nakai
88. Arisaema kiushianum Makino
89. Arisaema kuratae Seriz.
90. Arisaema lackneri Engl.
91. Arisaema laminatum Blume
92. Arisaema langbiangense Luu, Nguyen-Phi & H.T.Van
93. Arisaema leschenaultii Blume
94. Arisaema lichiangense W.W.Sm.
95. Arisaema lidaense J.Murata & S.K.Wu
96. Arisaema liemiana Luu, H.T.Van, H.C.Nguyen & V.D.Nguyen
97. Arisaema lihenganum J.Murata & S.K.Wu
98. Arisaema limbatum Nakai & F.Maek.
99. Arisaema lingyunense H.Li
100. Arisaema lobatum Engl.
101. Arisaema longipedunculatum M.Hotta
102. Arisaema longitubum Z.X.Ma
103. Arisaema lushuiense G.W.Hu & H.Li
104. Arisaema macrospathum Benth.
105. Arisaema madhuanum Nampy & Manudev
106. Arisaema maekawae J.Murata & S.Kakish.
107. Arisaema mairei H.Lév.
108. Arisaema maximowiczii (Engl.) Nakai
109. Arisaema maxwellii Hett. & Gusman
110. Arisaema mayebarae Nakai
111. Arisaema melanostoma Z.X.Ma, X.Yun Wang & W.Y.Du
112. Arisaema meleagris Buchet
113. Arisaema menglaense Y.H.Ji, H.Li & Z.F.Xu
114. Arisaema microspadix Engl.
115. Arisaema mildbraedii Engl.
116. Arisaema minamitanii Seriz.
117. Arisaema minus (Seriz.) J.Murata
118. Arisaema monophyllum Nakai
119. Arisaema mooneyanum M.G.Gilbert & Mayo
120. Arisaema muratae Gusman & J.T.Yin
121. Arisaema muricaudatum Sivad.
122. Arisaema murrayi (J.Graham) Hook. ex Blatt.
123. Arisaema nagiense Tom.Kobay., K.Sasam. & J.Murata
124. Arisaema nambae Kitam.
125. Arisaema nangtchiangense Pamp.
126. Arisaema negishii Makino
127. Arisaema nepenthoides (Wall.) Mart. ex Schott
128. Arisaema nikoense Nakai
129. Arisaema nilamburense Sivad.
130. Arisaema nonghinense Klinrat. & Yannawat
131. Arisaema odoratum J.Murata & S.K.Wu
132. Arisaema ogatae Koidz.
133. Arisaema omkoiense Gusman
134. Arisaema ornatum Miq.
135. Arisaema ovale Nakai
136. Arisaema pachystachyum Hett. & Gusman
137. Arisaema pallidum Engl.
138. Arisaema pangii H.Li
139. Arisaema parisifolium J.Murata
140. Arisaema parvum N.E.Br.
141. Arisaema pattaniense Gagnep.
142. Arisaema peerumedense J.Mathew
143. Arisaema peltatum C.E.C.Fisch.
144. Arisaema penicillatum N.E.Br.
145. Arisaema petelotii K.Krause
146. Arisaema petiolulatum Hook.fil.
147. Arisaema pianmaense H.Li
148. Arisaema pingbianense H.Li
149. Arisaema polyphyllum (Blanco) Merr.
150. Arisaema prazeri Hook.fil.
151. Arisaema propinquum Schott
152. Arisaema pseudoangustatum Seriz.
153. Arisaema psittacus E.Barnes
154. Arisaema pusillum (Peck) Nash
155. Arisaema quinatum (Nutt.) Schott
156. Arisaema ramulosum Alderw.
157. Arisaema ringens (Thunb.) Schott
158. Arisaema rostratum V.D.Nguyen & P.C.Boyce
159. Arisaema roxburghii Kunth
160. Arisaema rubrirhizomatum H.Li & J.Murata
161. Arisaema ruwenzoricum N.E.Br.
162. Arisaema sachalinense (Miyabe & Kudô) J.Murata
163. Arisaema saddlepeakense P.S.N.Rao & S.K.Srivast.
164. Arisaema sarracenioides E.Barnes & C.E.C.Fisch.
165. Arisaema saxatile Buchet
166. Arisaema sazensoo (Blume) Makino
167. Arisaema sikokianum Franch. & Sav.
168. Arisaema schimperianum Schott
169. Arisaema scortechinii Hook.fil.
170. Arisaema seppikoense Kitam.
171. Arisaema serratum (Thunb.) Schott
172. Arisaema setosum A.S.Rao & D.M.Verma
173. Arisaema siamicum Gagnep.
174. Arisaema silvestrii Pamp.
175. Arisaema sinii K.Krause
176. Arisaema sizemoreae Hett. & Gusman
177. Arisaema smitinandii S.Y.Hu
178. Arisaema somalense M.G.Gilbert & Mayo
179. Arisaema souliei Buchet
180. Arisaema speciosum (Wall.) Mart.
181. Arisaema stewardsonii Britton
182. Arisaema subulatum Manudev & Nampy
183. Arisaema taiwanense J.Murata
184. Arisaema tashiroi Kitam.
185. Arisaema tengtsungense H.Li
186. Arisaema ternatipartitum Makino
187. Arisaema thunbergii Blume
188. Arisaema tortuosum (Wall.) Schott
189. Arisaema tosaense Makino
190. Arisaema translucens C.E.C.Fisch.
191. Arisaema triphyllum (L.) Schott
192. Arisaema tuberculatum C.E.C.Fisch.
193. Arisaema ulugurense M.G.Gilbert & Mayo
194. Arisaema umbrinum Ridl.
195. Arisaema undulatifolium Nakai
196. Arisaema utile Hook.fil. ex Schott
197. Arisaema vexillatum H.Hara & H.Ohashi
198. Arisaema victoriae V.D.Nguyen
199. Arisaema vietnamense Luu, Q.B.Nguyen, H.C.Nguyen & T.Q.T.Nguyen
200. Arisaema wangmoense M.T.An, H.H.Zhang & Q.Lin
201. Arisaema wardii C.Marquand & Airy Shaw
202. Arisaema wattii Hook.fil.
203. Arisaema wilsonii Engl.
204. Arisaema wrayi Hemsl.
205. Arisaema xuanweiense H.Li
206. Arisaema yamatense Nakai
207. Arisaema yunnanense Buche
208. Arisaema zhui H.Li

## Sinonimi
- Alocasia Neck. ex Raf.
- Dochafa Schott
- Flagellarisaema Nakai
- Heteroarisaema Nakai
- Muricauda Small
- Pleuriarum Nakai
- Ringentiarum Nakai